# Hyalornis brunnea
Hyalornis brunnea là một loài bướm đêm trong họ Geometridae.